# Pandillas, guerra y paz II
Pandillas, guerra y paz II es una serie de televisión colombiana producida por Fox Telecolombia para RCN Televisión en 2009 y 2010. esta protagonizada por Juan Sebastián Calero, Fredy Ordóñez, Jhon Alexander Ortiz, Anderson Ballesteros y Tania Falquez. se estrenó oficialmente el 13 de octubre de 2009 y concluyó el 25 de septiembre de 2010.

## Sinopsis
La historia toma curso en la cárcel "La Cayena" después de la entrega por parte de la pandilla de Ricardo Castro, del narcoterrorista Ciro Bernal. La pandilla lleva tres años en la cárcel donde se verán envueltos en una serie de problemas cuando dos peligrosos criminales como "Alfil" un peligroso cabecilla guerrillero capturado y trasladado al mismo patio donde se trasladó al "Tetris" sanguinario jefe paramilitar que se entregó a las autoridades en medio de un pacto que este hizo con importantes políticos y empresarios corruptos como el director de penitenciarias Alberto Farfán y el reconocido empresario bancario Enrique Beltrán. Ambos entran al penal convirtiendo la cárcel en una zona de guerra quedando la pandilla en medio de dos bandos dispuestos a acabasen entre ellos.
En esta temporada a diferencia de la primera, se evidencia más la tortura, el abuso de los derechos humanos por parte de los guardias y estamentos penitenciarios, a los presos; y se toma muy a fondo el tema de las licitaciones, y ahora Ricardo y su pandilla formarán parte de un comando especial, y pasarán de ser una pandilla de barrio a ser un grupo en lucha contra el crimen, cumpliendo misiones secretas, como el "Comando Aguijón".
Partes del argumento de esta temporada están basados en la temática de la serie La mujer del presidente como lo son algunas situaciones y personajes secundarios y nuevos en esta temporada.

## Personajes

### La Pandilla
- Ricardo Castroː el líder de la pandilla, ahora se niega utilizar la violencia. Es un hombre cerebral, silente, estratégico y de pocas palabras.
- "Rasputín"ː El más conflictivo de la pandilla, hermano de Ofelia que perteneció al grupo Las Iguanas que formó Juliana, en la primera temporadaperteneció a la pandilla de los N.N., decide entrar a los cursos de  y entregar las armas después de la muerte de Cantinflas, estudia los talleres que daban Coronel Leal y el padre Manolo, pero decide unirse a Ricardo en la primera temporada, en la segunda temporada traicionó a la pandilla y se une y traiciona al "Zarco" para robar el banco donde Ricardo acaba con el Zarco, pero al final la pandilla lo captura, lo entrega a las autoridades y termina en la cárcel.
- "Pecueca"ː con un pasado oscuro, ahora enfocado hacia la meditación y el autoconocimiento.
- "Shampoo"ː esposo de Ofelia una de legendarias las Iguanas, aunque este alejado de ella. Espera formar finalmente una familia.
- "Nostradamus"ː Un viejo loco y descuidado pero con mucha sapiencia ancestral que mantiene la cordura de la pandilla.
- Mateo Hernándezː Después de cumplir con su condena en la cárcel tras el atentado que sufrió a manos de Frankenstein por órdenes de El Propio que murió abatido por la policía, queda en libertad y permanece con su amada esposa Maryori, queda como respaldo con Leonardo para defender a las chicas del barrio de varias amenazas.
- "Caco"ː Aunque es enano, tiene un carácter combativo. Hijo de Simona y hermano de Carroloco, Dedos y Shirley.
- "Dedos"ː Hermano de Carroloco, Caco y Shirley, asesinado por el jefe Adolfo Malo.
- "Carroloco"ː llamado Bernardo Gildardo, hermano de Shirley, "Caco" y "Dedos". Perdió su memoria en la primera temporada, la recupera gracias a la intervención de "Nostradamus".
- Javier Jaramillo/Martín Espinosa Vanegasː al comienzo de la serie lo creyeron muerto, pero abandonó el país finalizando la primera temporada, en la segunda estaba en Europa igual que Marcos un pelado del barrio que fue miembro de la pandilla de Javier que fue detenido por la policía de España por llevar drogas en el mismo vuelo iba la novia de Javier, Alexandra ''La monita'' falleció por una sobredosis de cocaína explotó en su cuerpo en el aeropuerto de Barajas en la primera temporada, Javier pidió el traslado de Pacho y Elsa Piedad a París.
- "El Divino": de nombre Alexis Millán, se escapa del manicomio, amigo de la pandilla.

- Juliana": Después de haberse ido del barrio por mucho tiempo después de la muerte de Julián y abandonar el grupo de Las Iguanas, cumplió su sueño de ser productora de música y se hace aliada de la Dra. Lucía y de la Fundación Óscar.

### Otros personajes
- Maryori Castroː esposa de Mateo, hermana de Ricardo y madre adoptiva de Susana, trabaja junto al sacerdote Miguel por los desplazados que llegan al barrio.
- Blancaː esposa (viuda) de Javier, lleva una vida tranquila, sin olvidar a su esposo, trabaja junto a Maryori en la Fundación.
- Susana Cárdenasː joven, después de la muerte de su padre Don Jorge a manos de Los Capuchos y su hermano Óscar, por un conflicto entre Javier y Ricardo  madre soltera de un hijo producto de violación de Leonel, quien se convirtió en la razón de su vida.
- Pachoː salió al exilio luego de ser secuestrado y torturado por la banda del "Zarco", fue rehabilitado y mandado a Europa por parte de Javier que no estaba muerto
- Elsa Piedadː salió al exilio después de ser amenazada por la banda del "Zarco", fue traslada a Europa con Pacho por parte de Javier.
- Shirleyː enamorada de Ricardo, es hermana de Carroloco, caco y dedos, anteriormente en la temporada uno fue violada por seis hombres, los cuales dos cayeron en la trampa de Shirley fueron marcados de violadores, los abandonados por las chicas que les encontraron droga en el carro y entregados y detenidos por la policía, William fue abatido por Torcido y el Torcido fue abatido por Ricardo y Javier cuando tenía de rehén a Josué y su madre, Martelo y Tufo se fueron del barrio confesaron todo a Ricardo y Javier, Mateo y Pecueca que estaban armados.
- Misael: Periodista, en la primera temporada perteneció a Los Capuchos grupo que armo Don Jorge, exiliado a Brasil por el atentado contra el "Zarco".
- Raquel: En la primera temporada fue novia de Cantinflas, fueron a la cárcel con Blanca, conocen a Lina y Margarita quedan libres, montan un bar y ayudan a Shirley a vengarse de los violadores para marcarlos con un hierro caliente en el pecho. En la segunda temporada Monta una agencia de modelos como lavadero de plata, traiciona a las chicas del barrio y termina en la cárcel y se descubre que es prima del "Tetris".

- Silvanaː salió al exilio luego de ser secuestrada por Manolo y chantageada por este mismo con arruinar a Ricardo y a sus amigos.
- Leonardo: Guitarrista se escapa junto con Sofía a Medellín.
- Don Chepe: Dueño de la tienda, es pensionado y le entrega la tienda a doña Simona.
- Lina y Margarita: Después de cumplir su condena en la cárcel, quedan libres con Blanca y Raquel, llegan al barrio abrir el bar, antes deciden ayudar a Shirley a vengarse de Mike y Joselo que la habían  violado, los marcaron de violadores con un hierro caliente, los abandonados en un potrero, antes de abandonarlos les Margarita sospechaba que algo ocultaban en la camioneta para ofrecerle tanto dinero a las demás chicas, Lina encontró droga en el carro y entregados a la policía, finalizando la primera temporada, después de ser acosadas por el Zarco se unen a Mateo y las chicas del barrio tuvieron una idea para cobrar venganza contra el Zarco por las fechorías que cometió, Mateo  desesperado quería enfrentar al Zarco, Lina y Margarita le cuentan la idea Mateo que se acuerda de los gomelos que violaron a Shirley los marcaron con un hierro caliente en el pecho, Mateo les contó la historia de Las Iguanas a Lina, Margarita y Leonardo no sabía nada de esto porque era recién llegando al barrio, Mateo cuenta que todo empezó por un grupo de chicas se reunieron y porque las habían violado y secuestrado a Susana, la primera Mateo se salvó, pero a segunda las Iguanas empezaron a marcar a los violadores y secuestradores de Susana con un sello de Iguana en el pecho, la tercera fue cuando Lina y Margarita agarraron a norteños que habían violado a Shirley, les pusieron el sello en el pecho y les encontraron una cantidad de droga y la policía se los llevó.

### Autoridades
- Padre Miguelː Sacerdote del barrio, llega en reemplazo del Padre Manolo, con un papel más contestatario frente a la violencia del barrio.
- Coronel Rufino: Capturado por la policía después de descubrirse su relación con "el Tetris".
- Coronel Santamaría: ayuda y entrena a la pandilla.
- Camilo Martínez: Abogado de Enrique Beltrán, arrestado por  Javier y la UFI por cohecho y complicidad.
- Capitán Salinas comandante de la estación de policía llega en  reemplazo al coronel  Cnel. Jaime Leal.
- Carlos Neira: psicólogo de Shirley, encargado de manejo de red de prostitución, es aprehendido por la pandilla.

### Antagonistas
- Alberto Farfán": Director de la cárcel La Callena, involucrado de corrupción e intento de homicidio contra Misael, fue detenido por el Comando Aguijón de Ricardo Castro
- "Negro": Abatido a tiros por Rasputin
- "Tetris"ː Un narcotraficante disfrazado de paramilitar. Se intento suicidar en frente a la pandilla de Ricardo para así evitar su extradición a los Estados Unidos pero sobrevive y queda en estado vegetal.

- "Alfil"ː extraditado a los Estados Unidos después de enfrentarse con la pandilla de Ricardo y la banda del "Tetris".
- "El Zarco"ː llamado Byron Aristizábal, aprovecha la ausencia de la pandilla para cometer sus fechorías, Mateo y las chicas del barrio tuvieron una idea y se unieron para cobrar venganza y marcan al Zarco con un hierro caliente en la frente que decía Acosador y una iguana en el pecho. Muere en una pelea por Ricardo al ser rodeado en el banco.
- Ángelː secuaz de zarco, asesinado por este.
- Doctor Walter De Castro: asesinado por el jefe Malo en la cárcel.
- Adolfo Maloː abatido por "Shampoo" y Rasputin al enfrentar a Mateo que dejó herido al Zarco.
- Asdrubal: Vigilante de un cementerio, asesinado por "el Tetris" por traicionar a este por nexos con "Scorpion".
- "El Scorpion": Fue arrestado por la policía después de múltiples fechorías.
- "El Arete": narcotraficante, invitaba niñas a salir, arrestado por la policía gracias a Diana.
- Manolo Morán: socio de Enrique Beltrán y presunto intermediario del primero con su supuesto jefe "El padrino" secuestra a Silvana, la libera y desaparece.
- Enrique Beltrán: empresario de Beltran S.A. y perteneciente al grupo de empresarios y políticos quienes firmaron el llamado "pacto de Montenegro" iba a mandar al "Zarco" a matar al periodista Misael por decir la verdad y responsable de cerrar la fundación Óscar, arrestado por Javier y la UFI.
- "Totazo": abatido por la pandilla.
- "Mal Andanza": arrestado por la policía, se escapa de la cárcel, y posteriormente abatido por la pandilla.
- "Ratón": sobrino de Ciro Bernal, se suicida segundos después de que "Carroloco" arrojara la granada hacia Adolfo Malo.
- "Colorado": jefe criminal, es intoxicado por Shirley y es arrestado.
- "Manos Libres": dueño de un prostíbulo, arrestado por la pandilla.
- "Ganzúa": Mujer de Totazo, es arrestada por la pandilla.
- "Mónica": Encargada de llevar mujeres en la primera temporada a Ciro Bernal,en la segunda temporada lleva niñas a Raquel para prostitución, es secuestrada por Raquel, Blanca  ayuda a Mónica a capturar a Raquel se escapa y es encarcelada. Está enamorada del padre Miguel.
- "Camarón": camarada de Alfil y recluso en la cárcel La Cayena.
- "Batman": contratado por Rasputín, asesinado por Totazo por traicionar a "Rasputín".
- "Risitos": contratado por Rasputín, asesinado por el grupo de El culata al robar el armamento.
- "Chewaka": contratado por Rasputín para liberar a malandanza de la cárcel, Asesinado por la pandilla.
- "El Culata": mercenario y mercader de armas, secuestró a Rasputín y al final es asesinado por este.

## Elenco
- Juan Sebastián Calero como Ricardo Castro "El Richard" "el mono" "la gallina".
- José Hurley Rojas como Manuel Herrera "Rasputín".
- Jhon Alex Ortiz como Mateo Hernández "Mateito".
- Iván Darío Aldana como "Shampoo".
- César Serrano como  Alexander Pérez"Pecueca".
- Adrián Jiménez como "Carroloco".
- Tania Fálquez como Dra.  Lucía Maldonado.
- Alexis Calvo como "Caco".
- Jacqueline Henríquez como Simona.
- Carla Ramírez como Shirley.
- Freddy Jímenez como "Ángel".
- Freddy Ordóñez como Javier Jaramillo "El Viejo Javi"/Martín Espinosa Vanegas.
- Hernán Álvarez como "Dedos".
- Carolina Sabino como Juliana.
- Roberto Cano como El Padre Miguel.
- Disney Bernuis como Blanca Morales, alias "la negra" o "cumbambona".
- Luz Patricia Sánchez como Maryori Castro.
- Susana Bolívar como Susana Cárdenas.
- Sonya Rico como Lina.
- Rodolfo Silva como Misael.
- Sooner Rodríguez como Margarita.
- Marisol Castaño como Raquel Gómez.
- Francisco Bolívar como Pacho Pachito.
- Andrés Bolívar como Andrés.
- Tatiana Trujillo como Katherine.
- Linda Baldrich como Elsa Piedad.
- Eduardo Hartmann  como Don Guillermo.
- José Luis Paniagua † "Nostradamus".
- Miguel Morales como el Dr. Walter De Castro.
- Santiago Soto como el Coronel Rufino.
- Pedro Mogollón como Alberto Farfán.
- Manuel Cabral † como Adolfo Malo.
- Albeiro Ramírez como Asdrubal.
- Rafael Uribe † "Tetris".
- Jhon Anderson Balsero como "Alfil".
- Anderson Ballesteros como Byron Aristizábal "El Zarco".
- Manuel Antonio Gómez como "El Scorpion".
- David Ramos como "Petete".
- Jorge Monterrosa' como "El Negro".
- Ana Lucía Silva como Silvana.
- Felix Malavera como Alexis Millán alias "El Divino".
- Natalia Rodriguez como Sofía.
- Fabio Velazco como Carlos Neira.
- Laura Junco como Luisa.
- Susana Rojas como María Fernanda "La Tigrilla".
- Daniel Medina como "El arete".
- Javier Sáenz como Manolo Morán.
- Andrés Martínez como Camilo Martínez.
- Germán Rojas como Enrique Beltrán.
- Javier Caicedo Muñoz como el cabo Urrea.
- Dan Marín como el sargento García.
- Víctor Rodríguez como el capitán Salinas.
- Elkin Correa como el Coronel Santamaría.
- Mauricio Bastidas como Leonardo.
- Silvio Ángel como Don Chepe.
- Julio César Pinzón como Julio Porto.
- Edison Castro como "Mal Andanza".
- Bryan Moreno como "Ratón".
- Édgar Ospina como "Motosierra".
- Dorian Keller como "Cherokee".
- César Acevedo como "Desecho".
- Alejandro Buitrago como "Veneno".
- Héctor Cruz como "Gatillo".
- Antonio Mora como "Guri Guri"
- fredy lagos como "Calabaza".
- Mónica Murad como "Adela" o "Abeja".
- jhonathan ruiz como "Colorado".
- Carlos Carrero como "Manos Libres".
- Ximena Erazo como "Ganzúa".
- Yesenia Valencia como Mónica.
- Juan Pablo Montaño como "Camarón".
- Mauricio nñNavas como "Batman".
- Jorge Navarro como "Risitos".
- David Ramírez como "Chewaka".
- gaston velandia como "El Culata".
- Daniel Humberto Merizalde como Guardia de la Cayena.
- Alden Rojas[8]